# Арефьев, Александр Николаевич
Алекса́ндр Николаевич Аре́фьев (род. 7 июля 1956 года в Москве) — советский российский прыгун с трамплина, тренер, спортивный функционер. Мастер спорта СССР (прыжки на лыжах с трамплина, 1973). Заслуженный тренер России. Главный тренер сборной команды России по прыжкам на лыжах с трамплина. Член Совета Федерации прыжков на лыжах с трамплина и лыжного двоеборья России.
Выпускник Государственного центрального ордена Ленина института физической культуры (1978), высшей школы тренеров ГЦОЛИФК.
Среди учеников: участники Олимпийских игр, чемпионатов и кубков мира В. Кобелев, А. Хамидуллин, А. Волков, Д. Васильев, Д. Ипатов, Д. Корнилов, И. Росляков, А.Калиниченко.
Спортивные достижения: Чемпионат СССР — 7 м, Первенство СССР — 2 м.